# Nieuw Revolutionair Alternatief
Nieuw Revolutionair Alternatief (Russisch: Новая Революционная Альтернатива) is een anarchistische organisatie in Rusland. Volgens autoriteiten is het een terroristische organisatie.

## Geschiedenis
The NRA verscheen voor het eerst in 1996 met een aantal directe acties (waaronder bomaanslagen en brandstichting) als protest tegen de Tsjetsjeense Oorlog. Onder andere dienstplichtcentra, overheidsgebouwen, militairen en politiestations waren doelwitten.